# Elisabet Fura
Elisabet Kristina Fura, tidigare Fura-Sandström, född 28 mars 1954, är en svensk jurist som varit domare i Europeiska domstolen för de mänskliga rättigheterna. Hon var tidigare varit verksam som advokat och chefsjustitieombudsman.
Elisabet Fura tog juris kandidatexamen i Stockholm 1979. Efter tingstjänstgöring i Sollentuna tingsrätt var hon verksam på advokatbyrå och blev ledamot av Sveriges Advokatsamfund 1985. Hon var ordförande för advokatsamfundet 1999–2001. Förutom att ha deltagit i ett flertal offentliga utredningar i Sverige har Fura också en rad internationella uppdrag bakom sig. Hon har bland annat varit ordförande i en internationell sammanslutning av advokater och deltagit i olika biståndsprojekt på det rättsliga området i till exempel Ryssland, Laos och Vietnam.
Under perioden 2003 till 2012 var hon domare i Europadomstolen för de mänskliga rättigheterna. Under perioden 1 juni 2012 till den 4 september 2016 var hon chefsjustitieombudsman.
Elisabet Fura har intresserat sig för frågor med anknytning till mänskliga rättigheter och har varit ledamot av Sveriges advokatsamfunds rättssäkerhetskommitt och dess kommitté för mänskliga rättigheter. Hon är styrelseledamot i ILAC – International Legal Assistance Consortium – och bidrog till att denna organisation 2002 fick sitt säte i Stockholm. Hon var 2020-2023 ordförande för Sannings- och försoningskommissionen för tornedalingar, kväner och lantalaiset.
Elisabet Fura utsågs 2016 till ordförande i styrelsen för Raoul Wallenberginstitutet i Lund.